# ولادیمیر بیگورا
ولادیمیر بیگورا (اسپانیایی: Vladimir Bigorra‎؛ زادهٔ ۹ اوت ۱۹۵۴) بازیکن فوتبال اهل شیلی بود.

## باشگاهی
از باشگاه‌هایی که در آن بازی کرده‌است می‌توان به باشگاه فوتبال یونیورسیداد شیلی اشاره کرد.

## تیم ملی
وی همچنین در تیم ملی فوتبال شیلی بازی کرده‌است.